# Romulův chrám

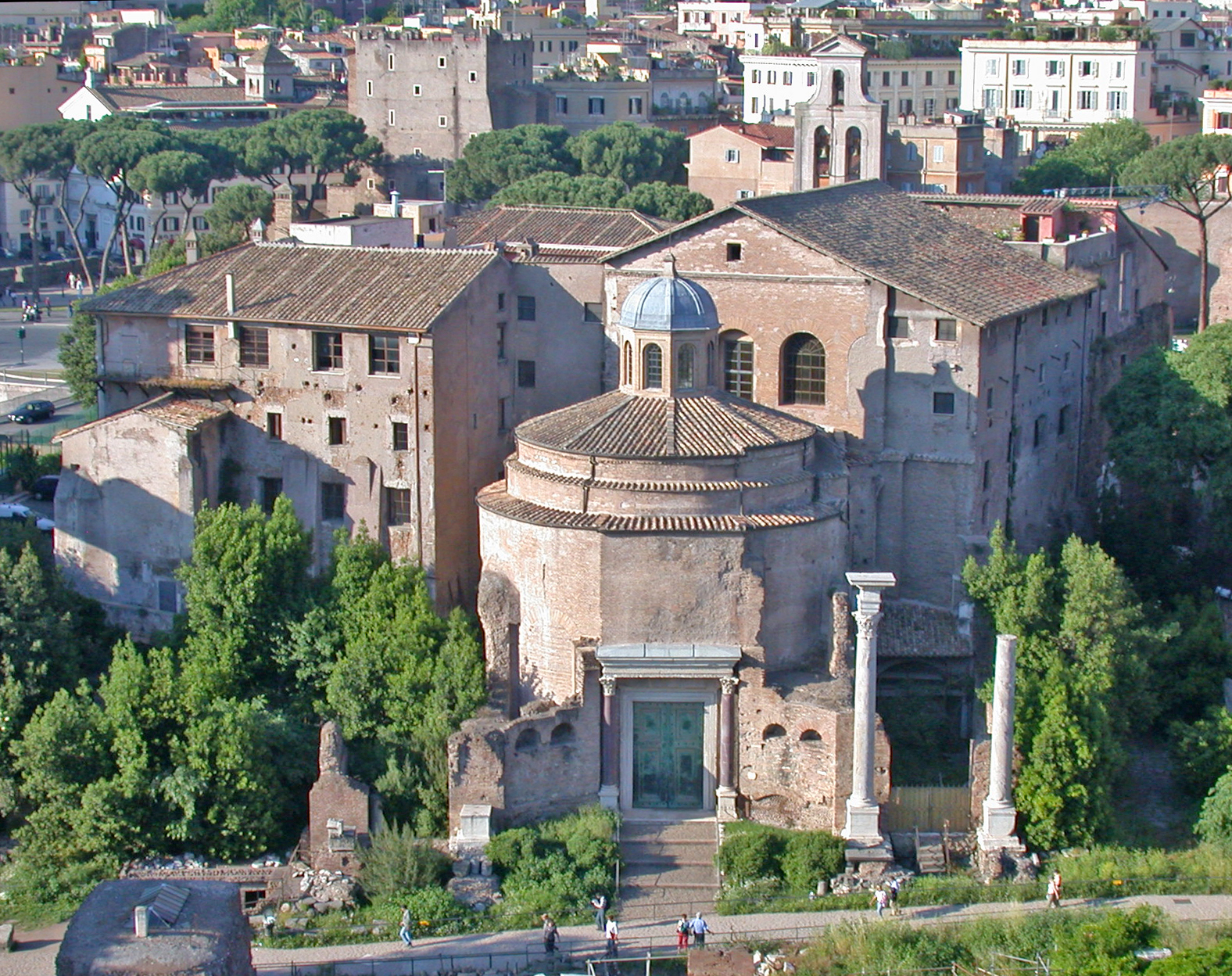
Pohled z Palatinu. Přední kruhová stavba je Romulův chrám a zadní část je bazilika Santi Cosme e Damiano.

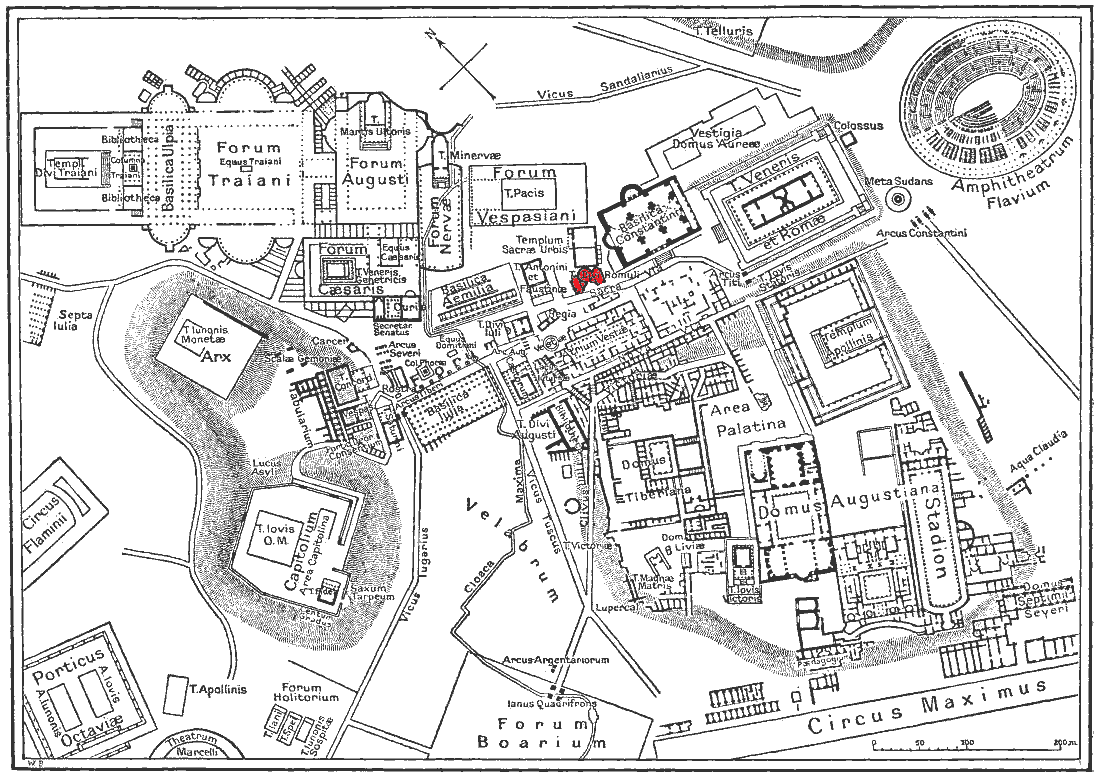
Poloha chrámu (vyznačeno červeně)

Romulův chrám (italsky: Tempio del Divo Romolo) je bývalý pohanský chrám, který se nachází na římském Foru Romanu. Dnes je součástí křesťanské baziliky Santi Cosma e Damiano (Bazilika svatého Kosmy a Damiána).

## Historie
Chrám nechal pravděpodobně vystavět císař Maxentius pro svého předčasně zesnulého syna Valeria Romula, který zemřel v roce 309. Je ale také možné, že stavba vznikla již za vlády Constantina I. a byla zasvěcena bohu Jupiterovi, nebo patřila Penátům, což byli ochránci římských domovů, a později byla Maxentiem zrekonstruovaná a zasvěcená Romulovi.
V roce 527 získal chrám společně s knihovnou na Vespasiánově fóru papež Felix III. Ten obě budovy propojil a z Romulova chrámu vytvořil hlavní vstup do křesťanské baziliky Santi Cosma e Damiano (budova bývalé knihovny), pojmenované podle řeckých svatých bratrů Kosmy a Damiána. Felix III. tím vytvořil dokonalý kontrast s antickou pohanskou dvojicí Castor a Pollux, kteří byli dříve uctívaní ve vedlejším Chrámu Castora a Polluka.

## Architektura

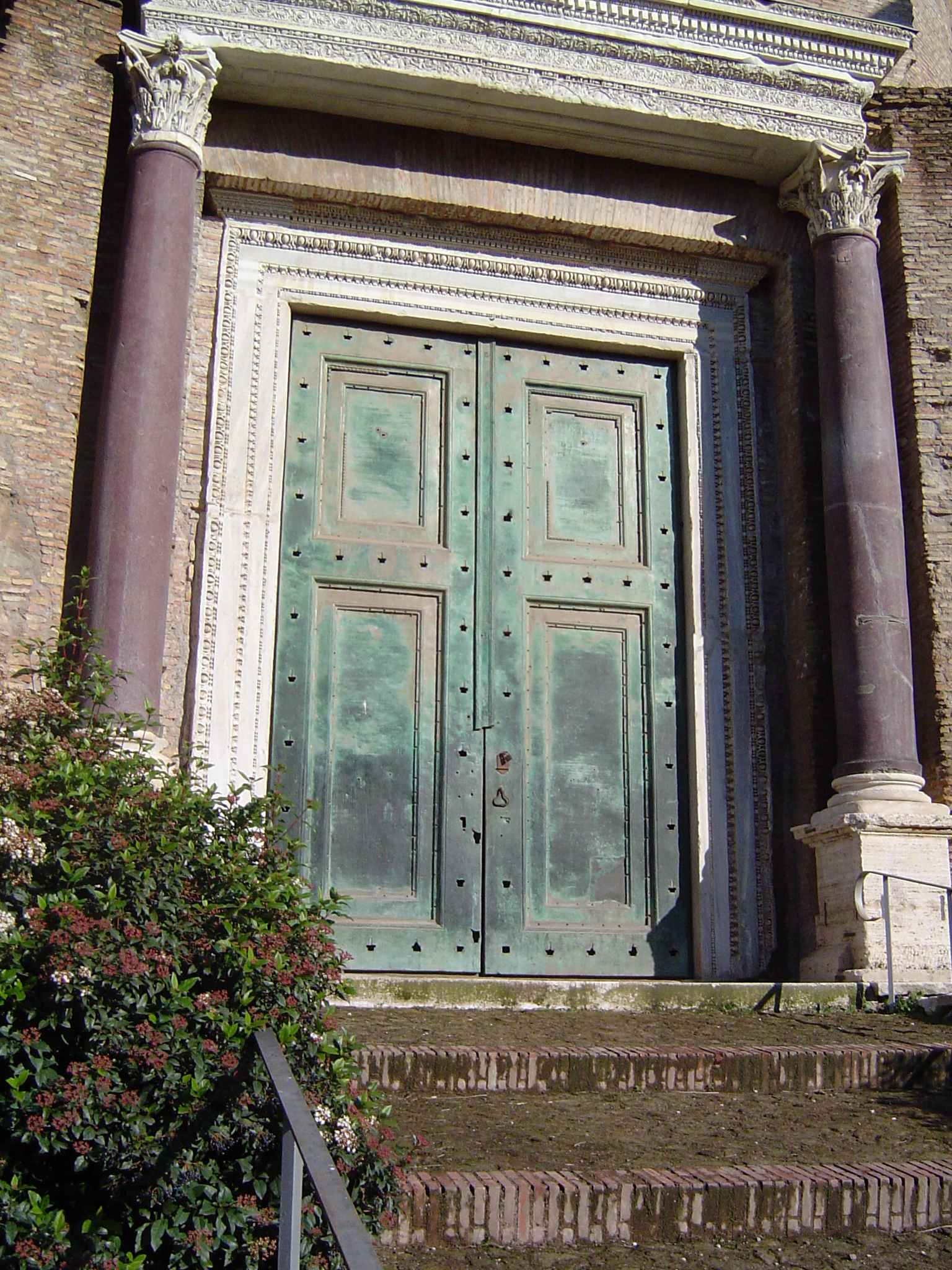
Původní bronzové dveře do chrámu pocházejí pravděpodobně z 4. století a údajně mají stále fungující zámek.

### Chrám
Chrám má kruhový půdorys s dvěma postranními apsidami, které se během staletí zřítily, a je zastřešen uzavřenou kupolí. V mírně vyklenutém průčelí, v němž jsou vybudovány čtyři částečně zastavěné výklenky, jsou zasazeny původní bronzové dveře s údajně stále fungujícím zámkem. Vchod s dveřmi, jejichž stáří se odhaduje na 4. století, je zarámován dvěma sloupy z červeného porfyru. Tyto sloupy zakončené mramorovou hlavicí nesou mohutný mramorový architráv. Před každou apsidou se dříve nacházely dva vysoké mramorové sloupy, které nejspíše nesly sochy Penátů, avšak dodnes se dochovaly pouze dva sloupy před dřívější pravou apsidou.

### Bazilika

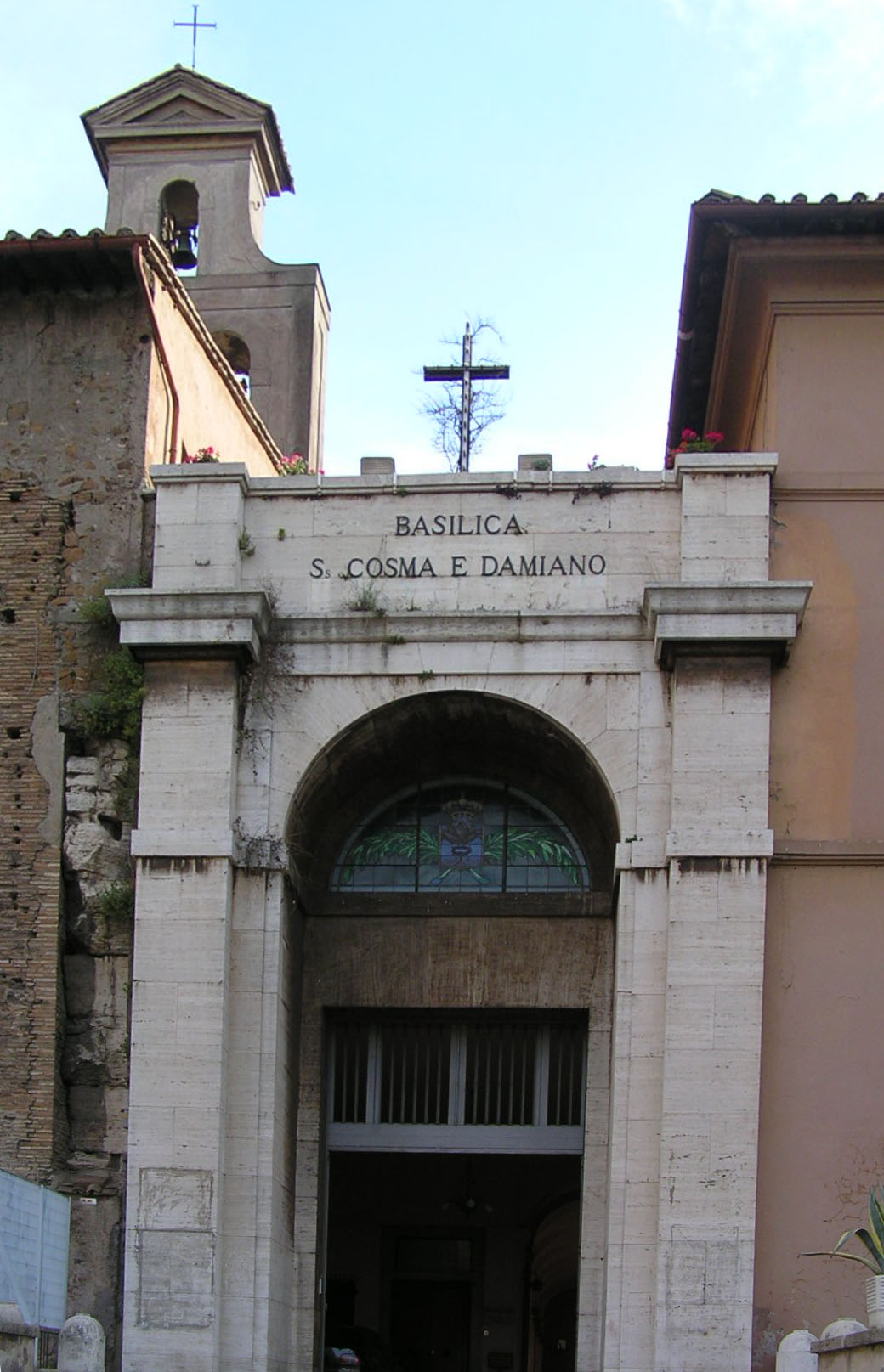
Nový vchod do baziliky vybudovaný z ulice Via dei Fori Imperiali.

Zvonice baziliky vznikla patrně až ve středověku a od té doby se struktura stavby nezměnila až do konce 16. století, kdy papež Klement VIII. přestavěl interiér do barokního stylu a do hlavní chrámové lodi přidal postranní kaple. V roce 1632 vydal papež Urban VIII. pokyn k rekonstrukci baziliky. Přestavbu svěřil architektovi Oraziu Torrianinovi, který kvůli prosakující spodní vodě zvýšil podlahu o 7 metrů a vyrovnal úroveň kostela s terénem tehdy ještě nevykopaného Fora Romana. Tím zároveň vodorovně rozdělil budovu na horní část dnešní baziliky a spodní část krypty, kde je možné dodnes vidět původní podlahu prvního kostela z 6. století.
V roce 1947 se během vykopávek na Císařských fórech změnila také struktura baziliky Santi Cosma e Damiano. Starý vchod, který vedl skrz Romulův chrám, byl uzavřen a samotný chrám byl částečně zrekonstruován do své původní podoby. Nový vchod byl vybudován na druhé straně z ulice Via dei Fori Imperiali. Společně s Pantheonem je Romulův chrám nejlépe zachovalý původně pohanský chrám v Římě.

## Výzdoba

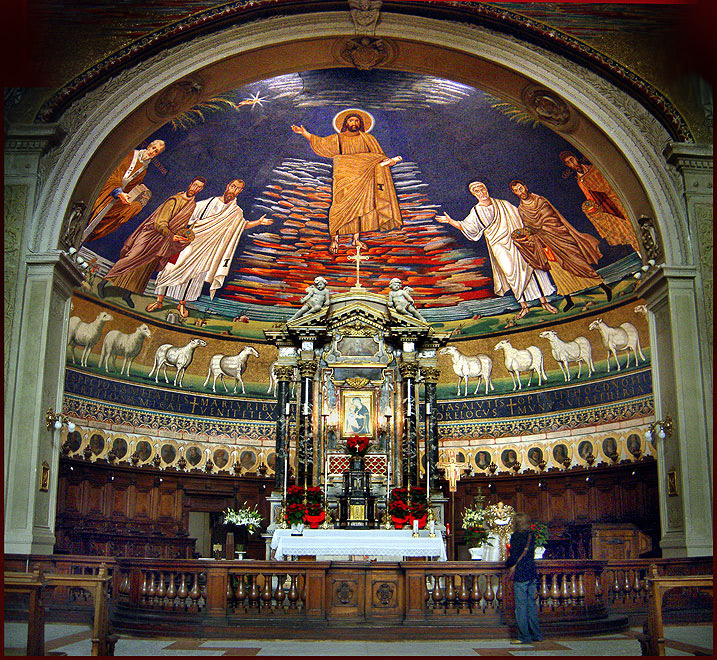
Mozaika s Ježíšem a svatými

Vedle nového hlavního vchodu se nachází místnosti s originálním dlážděním Fóra míru, což je druhý název pro Vespasiánovo fórum. Dříve zde také byla mohutná zeď, na které bylo zavěšeno 150 mramorových desek, na nichž byl zakreslen podrobný plán antického Říma - Forma Urbis Romae. Skrz ambit dojdete k samotné jednolodní bazilice. Její plán odpovídá kostelům z dob protireformace: samostatná jedna loď s třemi postranními kaplemi a velkou hlavní apsidou.
Mozaika zdobící apsidu patří mezi nejlepší ukázky umění 6. a 7. století. Uprostřed je vyobrazen Ježíš, který stojí na výrazně zbarvených oblacích. Cestu k němu blokuje řeka Jordán, symbol křtu. Napravo od Ježíše představuje svatý Petr svatého Kosmu a vlevo svatý Pavel představuje svatého Damiána. Na krajích je vyobrazen papež Felix III. s modelem baziliky (vlevo) a svatý Theodurus (vpravo). V dolní části mozaiky jde zprava doleva průvod ovcí, které směřují z Betléma a Jeruzaléma k božskému jehněti. Kolem něj pramení čtyři řeky života - Píšón, Gíchón, Eufrat a Tigris.